# 4 Batalion Saperów (1939)
4 batalion saperów (4 bsap)  – oddział saperów  Wojska Polskiego II RP.
Baon saperów typ II b nr 4 nie istniał w organizacji pokojowej Wojska Polskiego. Był jednostką mobilizowaną zgodnie z planem „W”, w mobilizacji niejawnej (alarmowej), w grupie jednostek oznaczonych kolorem niebieskim. Jednostką mobilizującą był 8 batalion saperów w Toruniu. Batalion był organicznym oddziałem saperów 4 Dywizji Piechoty.

## Historia baonu
W drugiej dekadzie kwietnia 1939 roku 8 bsap powołał rezerwistów na 10 tygodniowe ćwiczenia, z których między innymi została zmobilizowana 2. kompania. Jednocześnie zorganizowano szkieletowe dowództwo batalionu. Po zakończeniu mobilizacji 2. kompania została skierowana do rejonu Brodnica–Zbiczno, gdzie wykonywała umocnienia polowe (budowa schronów dla ckm, tam zalewowych i itp). 27 sierpnia kompania kwaterowała w Szczepankach.
23 sierpnia 1939 roku została zarządzona mobilizacja jednostek kolorowych na terenie Okręgu Korpusu Nr VIII. Początek mobilizacji został wyznaczony na godzinę 6.00 następnego dnia. Zarządzenie obejmowało również mobilizację baonu saperów typ II b nr 4. Batalion miał być sformowany w ciągu 44 godzin. 

## Struktura i obsada etatowa
Obsada personalna we wrześniu 1939:
Dowództwo baonu
- dowódca baonu – mjr sap. Teofil Piotr Boniecki †21 IX 1939 Skierniewice[9]
- zastępca dowódcy baonu – kpt. sap. inż. Aleksander Konarzewski[10]
- adiutant – ppor. Arendt[4] ? ppor. rez. sap. Leonard Arndt[11]
- oficer gospodarczy – ppor. Strecker[4]

1 kompania saperów
- dowódca kompanii – por. Stefan Czarnocki
- dowódca plutonu – ppor. Kowalski[4] ? ppor. rez. sap. Franciszek Kowalski[12][13]

2 kompania saperów
- dowódca kompanii – por. sap. Wilhelm Arnold Krause[4]
- dowódca I plutonu – ppor. rez. sap. Witold Śliwiński[14]
- dowódca II plutonu – ppor. sap. Władysław Łopacki[4]
- dowódca III plutonu – ppor. sap. Jan Rutkowski[4]

kompania zmotoryzowana
- dowódca kompanii – por. sap. Tadeusz Józef Timler[5][15]
- dowódca plutonu – ppor. rez. sap. Witold Goździalski[5][16]
- dowódca plutonu – ppor. rez. sap. Edmund Jungermann[17][18][19]

kolumna saperska
- dowódca kolumny – ppor. Mieczysław Motz[4][20]
- zastępca dowódcy kolumny – chor. Leon Fortunko[4]